# Coupe de France féminine de football 2016-2017
Navigation
Édition précédente Édition suivante
La Coupe de France féminine de football 2016-2017 est la 16e édition de cette compétition.
Il s'agit d'un tournoi à élimination directe ouvert à tous les clubs de football français ayant une équipe féminine, organisé par la Fédération française de football (FFF) et ses ligues régionales.
La finale a lieu le dimanche 19 mai 2017.

## Calendrier de la compétition
| Tour                                                      | Nom                        | Dates retenues      | Équipes participantes | Équipes restantes |
| Phase régionale                                           | Phase régionale            | Phase régionale     | Phase régionale       | Phase régionale   |
| --------------------------------------------------------- | -------------------------- | ------------------- | --------------------- | ----------------- |
| 1 à 3                                                     | Tours régionaux            | Selon les ligues    | ?                     | 160               |
| 4                                                         | Finales régionales         | 20 novembre 2016    | 160                   | 80                |
| Phase fédérale (entrée en lice des équipes de Division 2) |                            |                     |                       |                   |
| 5                                                         | 1er tour                   | 10-11 décembre 2016 | 104                   | 52                |
| Phase finale (entrée en lice des équipes de Division 1)   |                            |                     |                       |                   |
| 6                                                         | Trente-deuxièmes de finale | 7-8 janvier 2017    | 64                    | 32                |
| 7                                                         | Seizièmes de finale        | 28-29 janvier 2017  | 32                    | 16                |
| 8                                                         | Huitièmes de finale        | 19 février 2017     | 16                    | 8                 |
| 9                                                         | Quarts de finale           | 12 mars 2017        | 8                     | 4                 |
| 10                                                        | Demi-finales               | 16 avril 2017       | 4                     | 2                 |
| 11                                                        | Finale                     | 19 mai 2017         | 2                     | 1                 |

## Premier tour fédéral
Le premier tour fédéral est marqué par l'entrée en lice des 24 clubs de deuxième division qui rejoignent les 80 clubs de division de ligues et de districts.
Les rencontres ont lieu le week-end du dimanche 11 décembre 2016 et sont marquées par la performance de deux clubs de division d'honneur, le Tours FC et le Bourges 18, qui éliminent des pensionnaires de division 2 ainsi que celle du club de district le FC Nantes qui élimine le Quimper KFC qui évolue en Division d'Honneur.
| Date       | Club (division)                                   | Score           | Club (division)                                       |
| ---------- | ------------------------------------------------- | --------------- | ----------------------------------------------------- |
| 11/12/2016 | ASM Belfort (Division Inter-Régionale)            | 3-0             | US Saessolsheim (Division d'Honneur)                  |
| 11/12/2016 | RC Strasbourg (District)                          | 0-3             | AS Strasbourg Musau (Division d'Honneur)              |
| 11/12/2016 | CS Mars Bischheim (Division d'Honneur)            | 5-0             | Saint-Nabord AS (Division d'Honneur)                  |
| 11/12/2016 | Baccarat SC (Promotion d'Honneur)                 | 0-14            | Metz ESAP (Division 2)                                |
| 11/12/2016 | US Saint-Vit (Division Inter-Régionale)           | 3-3 (Tab : 3-2) | FC Oberhergheim (Division d'Honneur)                  |
| 11/12/2016 | FC Vendenheim (Division 2)                        | 3-0             | Dijon FCO (Division 2)                                |
| 11/12/2016 | Ramatuelle FC (Division d'Honneur)                | 1-2             | Lattes AS (Division d'Honneur)                        |
| 11/12/2016 | SC Toulon (Division 2)                            | 0-1             | FF Nîmes Métropole Gard (Division 2)                  |
| 11/12/2016 | Perpignan EF (Division d'Honneur)                 | 1-2             | FC Rousset Sainte-Victoire (Division d'Honneur)       |
| 10/12/2016 | FC Montauban (Division d'Honneur)                 | 9-0             | Sud FC (Division d'Honneur)                           |
| 11/12/2016 | RC Eaunes (Promotion d'Honneur)                   | 0-9             | Toulouse FC (Division 2)                              |
| 11/12/2016 | Montpellier ASPTT (Division d'Honneur)            | 0-2             | AS Muretaine (Division d'Honneur)                     |
| 11/12/2016 | Thouars Foot (District)                           | 1-5             | Eysines ES (Division d'Honneur)                       |
| 11/12/2016 | Tours FC (Division d'Honneur)                     | 1-1 (Tab : 4-2) | FC Aurillac-Arpajon (Division 2)                      |
| 11/12/2016 | Joué-les-Tours FCT (Division d'Honneur)           | 1-7             | FCE Arlac (Division d'Honneur)                        |
| 11/12/2016 | Bergerac Foot (Division d'Honneur)                | 0-5             | ESOFV La Roche-sur-Yon (Division 2)                   |
| 11/12/2016 | Bourges 18 (Division d'Honneur)                   | 3-1             | Clermont Foot (Division 2)                            |
| 11/12/2016 | ESTC Poitiers (Division d'Honneur)                | 3-2             | Limoges LF (Division d'Honneur)                       |
| 11/12/2016 | Rennes ASPTT (Division d'Honneur)                 | 0-3             | Ploërmel FC (Division d'Honneur)                      |
| 11/12/2016 | Rezé AEPR (District)                              | 1-8             | Plérin FC (Division d'Honneur)                        |
| 11/12/2016 | CPBB Rennes (Division d'Honneur)                  | 0-2             | FC Lorient (Division 2)                               |
| 11/12/2016 | Nantes FC (District)                              | 2-2 (Tab : 5-4) | Quimper KFC (Division d'Honneur)                      |
| 11/12/2016 | Orvault SF (Division d'Honneur)                   | 2-3             | US Saint-Malo (Division 2)                            |
| 11/12/2016 | Sainte-Luce-sur-Loire US (Division d'Honneur)     | 1-4             | Stade brestois (Division 2)                           |
| 11/12/2016 | FCF Condéen (Division Inter-Régionale)            | 1-4             | FC Rouen (Division 2)                                 |
| 11/12/2016 | AS Montigny (Division Honneur Régionale)          | 3-5             | FA Laval (Division Inter-Régionale)                   |
| 11/12/2016 | AS Bruyères-le-Châtel (Promotion Ligue)           | 0-5             | FC Flers (Division Inter-Régionale)                   |
| 11/12/2016 | FC Sablé (Division Inter-Régionale)               | 1-3             | Caen AG (Division 2)                                  |
| 11/12/2016 | Parisis FC (Promotion d'Honneur)                  | 1-0             | Évreux FC (Division d'Honneur)                        |
| 11/12/2016 | Baugé EA (Division d'Honneur)                     | 1-2             | Le Mans FC (Division 2)                               |
| 11/12/2016 | Évry FC (Division Honneur Régionale)              | 2-0             | Saint-Memmie Olympique (Division d'Honneur)           |
| 11/12/2016 | ES Seizième (Division d'Honneur)                  | 1-1 (Tab : 3-4) | FC Domont (Division d'Honneur)                        |
| 11/12/2016 | FCF Val d'Orge (Division 2)                       | 3-2             | Stade de Reims (Division 2)                           |
| 11/12/2016 | Racing Colombes (Division d'Honneur)              | 1-5             | AS Nancy-Lorraine (Division d'Honneur)                |
| 11/12/2016 | ES Custines Malleloy (Promotion d'Honneur)        | 0-5             | VGA Saint-Maur (Division 2)                           |
| 11/12/2016 | Amnéville CSO (Promotion d'Honneur)               | 1-1 (Tab : 5-4) | Troyes AC (Division d'Honneur)                        |
| 11/12/2016 | CC Taverny (Promotion d'Honneur)                  | 0-1             | FCF Rouen Plateau Est (Division d'Honneur)            |
| 11/12/2016 | Bully-les-Mines ES (Division Inter-Régionale)     | 0-7             | Lille OSC (Division 2)                                |
| 11/12/2016 | Dainville FC (Division d'Honneur)                 | 2-3             | Beauvais AS (Division Inter-Régionale)                |
| 11/12/2016 | Péronne CAFC (Ligue)                              | 2-1             | Leers omnisports (Division Inter-Régionale)           |
| 11/12/2016 | Calais RUFC (Division Inter-Régionale)            | 3-1             | FCP Amiens Portugais (Division Inter-Régionale)       |
| 11/12/2016 | Arras FCF (Division 2)                            | 6-1             | US Boulogne CO (Division 2)                           |
| 11/12/2016 | Saint-Omer US (Division d'Honneur)                | 0-4             | FCF Hénin-Beaumont (Division Inter-Régionale)         |
| 11/12/2016 | FC Rueil-Malmaison (Division d'Honneur)           | 0-2             | FC Lillers (Division Inter-Régionale)                 |
| 11/12/2016 | CS Nivolas Vermelle (Division d'Honneur)          | 9-0             | Espoir Ceyrat (Division d'Honneur)                    |
| 11/12/2016 | Chéran FC (Division Honneur Régionale)            | 2-3             | FC Saint-Etienne (Division d'Honneur)                 |
| 11/12/2016 | US Magland (District)                             | 0-6             | Grenoble Foot 38 (Division 2)                         |
| 11/12/2016 | Olympique de Valence (Division d'Honneur)         | 1-1 (Tab : 3-4) | Caluire FF (Division d'Honneur)                       |
| 11/12/2016 | Is -sur-Tille Réveil (Promotion d'Honneur)        | 0-3             | Le Puy Foot (Division 2)                              |
| 11/12/2016 | Saint-Christol-lez-Alès AS (Division d'Honneur)   | 1-5             | FF Yzeure (Division 2)                                |
| 11/12/2016 | Chazay d’Azergues FC (Division Honneur Régionale) | 7-0             | Olympique Saint-Julien Chapteuil (Division d'Honneur) |
| 11/12/2016 | FCF Ambilly (Division d'Honneur)                  | 5-0             | FCF Monteux (Division d'Honneur)                      |

## Trente-deuxièmes de finale
Les trente-deuxièmes de finale sont marqués par l'entrée en lice des 12 clubs de la première division qui rejoignent les 18 clubs de deuxième division, les 33 clubs de division honneur et de ligue ainsi que le Nantes FC qui évolue au niveau de district, déjà qualifiés pour ce tour de la compétition.
Les rencontres ont lieu le week-end du dimanche 8 janvier 2017 et sont marquées notamment par les performances du Calais RUFC (Division Inter-Régionale), du Tours FC (Division d'Honneur) et de l'AS Nancy-Lorraine (Division d'Honneur) qui éliminent trois clubs de Division 2 ainsi que par celle du Nantes FC, le petit poucet qui élimine le Plérin FC qui évolue en Division d'Honneur.
| Date       | Club (division)                                   | Score           | Club (division)                                 |
| ---------- | ------------------------------------------------- | --------------- | ----------------------------------------------- |
| 07/01/2017 | Olympique de Marseille (Division 1)               | 1-2             | Montpellier HSC (Division 1)                    |
| 08/01/2017 | FF Nîmes Métropole Gard (Division 2)              | 1-2             | Rodez AF (Division 1)                           |
| 08/01/2017 | FC Lorient (Division 2)                           | 2-3             | ASJ Soyaux (Division 1)                         |
| 08/01/2017 | EA Guingamp (Division 1)                          | 6-0             | US Saint-Malo (Division 2)                      |
| 08/01/2017 | FC Rouen (Division 2)                             | 0-9             | FCF Juvisy (Division 1)                         |
| 08/01/2017 | AS Saint-Étienne (Division 1)                     | 3-0             | FC Vendenheim (Division 2)                      |
| 08/01/2017 | ESTC Poitiers (Division d'Honneur)                | 0-7             | Girondins de Bordeaux (Division 1)              |
| 08/01/2017 | FC Montauban (Division d'Honneur)                 | 0-4             | ASPTT Albi (Division 1)                         |
| 08/01/2017 | Bourges 18 (Division d'Honneur)                   | 0-19            | Paris SG (Division 1)                           |
| 08/01/2017 | FCF Ambilly (Division d'Honneur)                  | 0-8             | Olympique lyonnais (Division 1)                 |
| 08/01/2017 | Évry FC (Division Honneur Régionale)              | 0-10            | FC Metz (Division 1)                            |
| 08/01/2017 | Lille OSC (Division 2)                            | 3-0             | FCF Val d'Orge (Division 2)                     |
| 08/01/2017 | Calais RUFC (Division Inter-Régionale)            | 3-2             | Caen AG (Division 2)                            |
| 08/01/2017 | FA Laval (Division Inter-Régionale)               | 1-8             | Stade brestois (Division 2)                     |
| 08/01/2017 | Lattes AS (Division d'Honneur)                    | 0-1             | Toulouse FC (Division 2)                        |
| 08/01/2017 | AS Muretaine (Division d'Honneur)                 | 1-7             | Grenoble Foot 38 (Division 2)                   |
| 08/01/2017 | Tours FC (Division d'Honneur)                     | 1-0             | Le Mans FC (Division 2)                         |
| 08/01/2017 | Eysines ES (Division d'Honneur)                   | 1-7             | ESOFV La Roche-sur-Yon (Division 2)             |
| 08/01/2017 | FCF Rouen Plateau Est (Division d'Honneur)        | 1-5             | Arras FCF (Division 2)                          |
| 08/01/2017 | AS Nancy-Lorraine (Division d'Honneur)            | 5-1             | Metz ESAP (Division 2)                          |
| 08/01/2017 | AS Strasbourg Musau (Division d'Honneur)          | 0-5             | FF Yzeure (Division 2)                          |
| 08/01/2017 | Amnéville CSO (Promotion d'Honneur)               | 0-13            | VGA Saint-Maur (Division 2)                     |
| 08/01/2017 | Chazay d’Azergues FC (Division Honneur Régionale) | 0-2             | Le Puy Foot (Division 2)                        |
| 08/01/2017 | Beauvais AS (Division Inter-Régionale)            | 1-2             | FCF Hénin-Beaumont (Division Inter-Régionale)   |
| 08/01/2017 | FC Domont (Division d'Honneur)                    | 3-2             | ASM Belfort (Division Inter-Régionale)          |
| 08/01/2017 | CS Mars Bischheim (Division d'Honneur)            | 0-0 (Tab : 1-4) | US Saint-Vit (Division Inter-Régionale)         |
| 08/01/2017 | Caluire FF (Division d'Honneur)                   | 0-1             | FC Rousset Sainte-Victoire (Division d'Honneur) |
| 08/01/2017 | CS Nivolas Vermelle (Division d'Honneur)          | 1-2             | FC Saint-Etienne (Division d'Honneur)           |
| 08/01/2017 | Ploërmel FC (Division d'Honneur)                  | 1-3             | FCE Arlac (Division d'Honneur)                  |
| 08/01/2017 | Péronne CAFC (Ligue)                              | 1-3             | FC Flers (Division Inter-Régionale)             |
| 08/01/2017 | Parisis FC (Promotion d'Honneur)                  | 0-7             | FC Lillers (Division Inter-Régionale)           |
| 08/01/2017 | Nantes FC (District)                              | 6-0             | Plérin FC (Division d'Honneur)                  |

## Seizièmes de finale
Lors des seizièmes de finale, il reste 11 clubs de première division accompagnées de 9 clubs de deuxième division, de 11 clubs de Division d'Honneur et Inter-Régionale et du petit poucet de la compétition, le Nantes FC qui évolue au niveau du district de Loire-Atlantique.
Les rencontres ont lieu le week-end du dimanche 29 janvier 2017, mise à part les rencontres opposant le FF Yzeure au FC Metz et le FCF Hénin-Beaumont au Calais RUFC qui ont eu lieu le 1er février et la rencontre opposant le FC Saint-Etienne au FC Rousset Sainte-Victoire qui a lieu le 5 février. Les rencontres sont marquées notamment par la performance du FCE Arlac (Division d'Honneur) qui élimine un clubs de Division 2 ainsi que par celle de l'ESOFV La Roche-sur-Yon, qui élimine les Girondins de Bordeaux  qui évoluent en Division 1.
| Date       | Club (division)                               | Score           | Club (division)                                 |
| ---------- | --------------------------------------------- | --------------- | ----------------------------------------------- |
| 01/02/2017 | FF Yzeure (Division 2)                        | 0-1             | FC Metz (Division 1)                            |
| 29/01/2017 | US Saint-Vit (Division Inter-Régionale)       | 1-2             | FC Domont (Division d'Honneur)                  |
| 27/01/2017 | Olympique lyonnais (Division 1)               | 5-0             | Grenoble Foot (Division 2)                      |
| 29/01/2017 | AS Nancy Lorraine (Division d'Honneur)        | 1-3             | AS Saint-Étienne (Division 1)                   |
| 29/01/2017 | Montpellier HSC (Division 1)                  | 4-0             | Toulouse FC (Division 2)                        |
| 28/01/2017 | Rodez AF (Division 1)                         | 2-1             | ASPTT Albi (Division 1)                         |
| 29/01/2017 | FCE Arlac (Division d'Honneur)                | 1-1 (Tab : 3-2) | Le Puy Foot (Division 2)                        |
| 05/02/2017 | FC Saint-Etienne (Division d'Honneur)         | 0-4             | FC Rousset Sainte-Victoire (Division d'Honneur) |
| 29/01/2017 | Nantes FC (District)                          | 0-1             | ASJ Soyaux (Division 1)                         |
| 29/01/2017 | EA Guingamp (Division 1)                      | 4-2             | Stade brestois (Division 2)                     |
| 29/01/2017 | Tours FC (Division d'Honneur)                 | 3-1             | FC Flers (Division Inter-Régionale)             |
| 29/01/2017 | ESOFV La Roche-sur-Yon (Division 2)           | 2-0             | Girondins de Bordeaux (Division 1)              |
| 29/01/2017 | Lille OSC (Division 2)                        | 1-6             | FCF Juvisy (Division 1)                         |
| 28/01/2017 | Arras FCF (Division 2)                        | 0-5             | Paris Saint-Germain (Division 1)                |
| 01/02/2017 | FCF Hénin-Beaumont (Division Inter-Régionale) | 3-1             | Calais RUFC (Division Inter-Régionale)          |
| 29/01/2017 | FC Lilliers (Division Inter-Régionale)        | 1-2             | VGA Saint-Maur (Division 2)                     |

## Huitièmes de finale
Lors des huitièmes de finale, il reste 9 clubs de première division accompagnées de 2 clubs de deuxième division et de 5 clubs de Division d'Honneur et Inter-Régionale.
Les rencontres ont lieu le week-end du dimanche 19 février 2017 et voit l'ensemble des favoris se qualifier pour les quarts de finale de la compétition.
| Date       | Club (division)                                 | Score | Club (division)                               |
| ---------- | ----------------------------------------------- | ----- | --------------------------------------------- |
| 19/02/2017 | FC Metz (Division 1)                            | 1-3   | Rodez AF (Division 1)                         |
| 19/02/2017 | EA Guingamp (Division 1)                        | 0-5   | Olympique lyonnais (Division 1)               |
| 19/02/2017 | FC Domont (Division d'Honneur)                  | 0-16  | Montpellier HSC (Division 1)                  |
| 19/02/2017 | Tours FC (Division d'Honneur)                   | 0-11  | Paris Saint-Germain (Division 1)              |
| 19/02/2017 | FC Rousset Sainte-Victoire (Division d'Honneur) | 1-7   | AS Saint-Étienne (Division 1)                 |
| 19/02/2017 | ASJ Soyaux (Division 1)                         | 2-1   | VGA Saint-Maur (Division 2)                   |
| 19/02/2017 | ESOFV La Roche-sur-Yon (Division 2)             | 2-4   | FCF Juvisy (Division 1)                       |
| 19/02/2017 | FCE Arlac (Division d'Honneur)                  | 2-4   | FCF Hénin-Beaumont (Division Inter-Régionale) |

## Quarts de finale
Lors des quarts de finale, il reste 7 clubs de première division accompagnés du petit poucet de la compétition, le FCF Hénin-Beaumont qui évolue en Division Inter-Régionale.
Les rencontres ont lieu le week-end du dimanche 12 mars 2017 et sont marquées notamment par la performance de l'AS Saint-Étienne qui élimine un clubs favori de la compétition à l'extérieur ainsi que par l'exploit du petit poucet, le FCF Hénin-Beaumont qui évolue en Division Inter-Régionale et qui élimine l'ASJ Soyaux qui évolue en Division 1.
| Date       | Club (division)                               | Score           | Club (division)                  |
| ---------- | --------------------------------------------- | --------------- | -------------------------------- |
| 12/03/2017 | Montpellier HSC (Division 1)                  | 0-1             | AS Saint-Étienne (Division 1)    |
| 12/03/2017 | Olympique lyonnais (Division 1)               | 6-0             | Rodez AF (Division 1)            |
| 12/03/2017 | FCF Juvisy (Division 1)                       | 1-1 (Tab : 5-6) | Paris Saint-Germain (Division 1) |
| 12/03/2017 | FCF Hénin-Beaumont (Division Inter-Régionale) | 1-0             | ASJ Soyaux (Division 1)          |

## Demi-finales
Lors de ces demi-finales, qui se jouent le 17 avril 2017, il reste 3 clubs de première division accompagnés du petit poucet de la compétition, le FCF Hénin-Beaumont qui évolue en Division Inter-Régionale.
| Date       | Club (division)                               | Score | Club (division)                 |
| ---------- | --------------------------------------------- | ----- | ------------------------------- |
| 16/04/2017 | Paris Saint-Germain (Division 1)              | 4-1   | AS Saint-Étienne (Division 1)   |
| 16/04/2017 | FCF Hénin-Beaumont (Division Inter-Régionale) | 0-10  | Olympique lyonnais (Division 1) |

## Finale
La finale oppose deux clubs de première division, l'Olympique lyonnais quintuple tenant du titre et huit fois vainqueur de ce tournoi et le Paris Saint-Germain dont c'est la quatrième finale avec un seul titre dans ce tournoi.
| 19 mai 2017 | Paris Saint-Germain | 1-1 | Olympique lyonnais      | Stade de la Rabine, Vannes                          |                                                     |
| | Cristiane 7e        | (1-1) | 34e (pen.) Saki Kumagai | Spectateurs : 6 616 Arbitrage : Solen Dallongeville | Spectateurs : 6 616 Arbitrage : Solen Dallongeville |
| Sabrina Delannoy · Marie-Laure Delie · Eve Périsset · Formiga · Irene Paredes · Verónica Boquete · Aminata Diallo · Ouleymata Sarr | Tirs au but 6-7     | Amel Majri · Eugénie Le Sommer · Wendie Renard · Griedge Mbock · Saki Kumagai · Dzsenifer Marozsan · Camille Abily · Ada Hegerberg |                         | Spectateurs : 6 616 Arbitrage : Solen Dallongeville | Spectateurs : 6 616 Arbitrage : Solen Dallongeville |

| G               | 1  | Katarzyna Kiedrzynek |  | 90e |
| D               | 4  | Laura Georges        |  |     |
| D               | 5  | Sabrina Delannoy     |  |     |
| D               | 15 | Irene Paredes        |  |     |
| M               | 12 | Ashley Lawrence      |  |     |
| M               | 17 | Eve Périsset         |  | 86e |
| M               | 24 | Formiga              |  |     |
| M               | 26 | Grace Geyoro         |  | 72e |
| M               | 28 | Shirley Cruz Traña   |  | 82e |
| A               | 10 | Cristiane            |  | 68e |
| A               | 18 | Marie-Laure Delie    |  |     |
| Remplacements : |    |                      |  |     |
| A               | 27 | Ouleymata Sarr       |  | 68e |
| M               | 7  | Aminata Diallo       |  | 72e |
| M               | 21 | Verónica Boquete     |  | 82e |
| Entraîneur :    |    |                      |  |     |
| Patrice Lair    |    |                      |  |     |

| G               | 30 | Méline Gérard      |  |     |
| D               | 3  | Wendie Renard      |  |     |
| D               | 7  | Amel Majri         |  |     |
| D               | 21 | Kadeisha Buchanan  |  |     |
| D               | 29 | Griedge Mbock      |  | 74e |
| M               | 5  | Saki Kumagai       |  |     |
| M               | 10 | Dzsenifer Marozsan |  |     |
| M               | 23 | Camille Abily      |  |     |
| A               | 9  | Eugénie Le Sommer  |  |     |
| A               | 12 | Elodie Thomis      |  |     |
| A               | 14 | Ada Hegerberg      |  |     |
| Remplacements : |    |                    |  |     |
| 0               |    |                    |  |     |
| 0               |    |                    |  |     |
| 0               |    |                    |  |     |
| Entraîneur :    |    |                    |  |     |
| Gérard Prêcheur |    |                    |  |     |